# Kodzsadzsik
Kodzsadzsik (macedónul: Коџаџик) település Észak-Macedóniában, a Délnyugati körzet Centar Zsupa-i járásában.

## Népesség
| Lakosok száma | 835  | 654  | 110  | 79   | 114  | 201  | 207  | 275  | 146  |
|               | 1948 | 1953 | 1961 | 1971 | 1981 | 1991 | 1994 | 2002 | 2021 |

2002-ben 275 lakosa volt, akik mindannyian törökök.